# John R. Stallings
John Robert Stallings junior né le 22 juillet 1935 à Morrilton (Arkansas), mort le 24 novembre 2008 à Berkeley (Californie)) est un mathématicien américain qui a travaillé en topologie géométrique et en algèbre. Il est connu pour sa contribution à la conjecture de Poincaré, et sa théorie des bouts dans les groupes.

## Biographie scientifique
Stallings étudie à l’université de Princeton (un de ses condisciples est John Milnor) et il obtient un Ph. D. en  1959 à Princeton sous la direction de Ralph H. Fox (titre de la thèse « Some Topological Proofs and Extensions of Grushko's Theorem »).  Stallings est Alfred P. Sloan Research fellow de 1962–65 et un Miller Institute fellow de 1972-73. Il est nommé professeur à l'université de Californie à Berkeley en 1967, et est émérite en 1994. En 1961-62 et en 1971, il séjourne à l'Institute for Advanced Study.

## Travaux
Les contributions de Stallings sont dans les domaines de la théorie géométrique des groupes et de la topologie en basses dimensions (notamment la topologie des 3-variétés) et dans l'interaction entre ces deux domaines.
En 1960, Stallings démontre, indépendamment de Stephen Smale, la conjecture de Poincaré pour les dimensions supérieures à 6. Sa démonstration est étendue en 1962 par Erik Christopher Zeeman aux dimensions 5 et 6. Stallings formule aussi des conjectures purement algébriques (en théorie des groupes) qui sont équivalentes à la conjecture de Poincaré, comme démontré dans un travail avec Jaco.
D'après Stallings, la conjecture de Poincaré est, maintenant qu'elle est prouvée, équivalente au théorème suivant (la conjecture de Stallings) :
Soit {\displaystyle T} une variété orientable de dimension 2  de genre {\displaystyle n\geq 1}, soient {\displaystyle F_{1}} et {\displaystyle F_{2}} deux groupes libres de rang {\displaystyle n} et soit {\displaystyle \nu } un épimorphisme du groupe fondamental {\displaystyle \pi _{1}T} sur {\displaystyle \,F_{1}\times F_{2}}. Alors il existe un élément non trivial du noyau de {\displaystyle \nu }, qui est représenté sur {\displaystyle T} par une courbe simple fermée, c'est-à-dire sn point double.
Le théorème le plus connu de Stallings en théorie des groupes est une caractérisation de groupes qui ont plus d'un bout (c'est-à-dire plus d'une « composante connexe à l'infini »), connu sous le nom de théorème de Stallings. Stallings prouve qu'un groupe  finiment engendré  a plus d'un bout si et seulement s'il s'écrit comme produit libre amalgamé  ou comme une extension HNN sur un groupe fini. 
Un autre article important de Stalling est « Topology on finite graphs ». Alors que traditionnellement la structure algébrique des sous-groupes du groupe libre est étudiée en théorie combinatoire des groupes par des méthodes combinatoires, telles que le lemme de Schreier et la transformation de Nielsen, l'article de Stallings met en avant une approche topologique basé sur les méthodes de revêtement qui utilisent des notions simples de théorie des graphes. L'article introduit la notion de graphe de sous-groupes une technique de pliage qui permette d'exprimer simplement de nombreux résultats. En particular, les techniques de graphe et pliage ont été utilisés dans des tentatives de démonstration de la conjecture de Hanna Neumann,.
Les graphes de sous-groupes de Stallings peuvent aussi être vus comme des  automates finis et ont des applications en théorie des demi-groupes et en informatique théorique,,,.

## Prix et distinctions
En 1970, Stallings reçoit le Prix Frank Nelson Cole en algèbre avec Richard Swan pour la démonstration de la caractérisation des groupes libres finiment engendrés par la propriété d'avoir une dimension cohomologique égale à 1 (théorème de Stallings-Swan).
En 1970, Stallings est Invited Speaker au Congrès international des mathématiciens à Nice (Group theory and 3-manifolds) et en 1962 à Stockholm (Topological unknottedness of certain spheres).

## Écrits (sélection)
- Stephen M. Gersten et John R. Stallings, Combinatorial Group Theory and Topology, Princeton University Press, 1987 (ISBN 0-691-08409-2).Combinatorial Group Theory and Topology. Princeton University Press 1987,  (ISBN 0-691-08409-2).
- John R. Stallings, Group Theory and Three-dimensional Manifolds, Yale University Press, 1971 (ISBN 0-300-01397-3).
- John R. Stallings, « Topology of finite graphs », Inventiones Mathematicae, vol. 71,‎ 1983, p. 551-565 (lire en ligne).
- John R. Stallings, « Polyhedral homotopy spheres », Bulletin American Mathematical Society, vol. 66,‎ 1960, p. 485-488.
- John R. Stallings, « On torsion-free groups with infinitely many ends », Annals of Mathematics, vol. 88,‎ 1968, p. 312-334.
- John R. Stallings, « How not to prove the Poincaré conjecture », Annals of Mathematical Studies, Princeton University Press, vol. 60 (AM-60) « R. H. Bing et Ralph J. Bean  (éds), Topology Seminar Wisconsin »,‎ 1965, p. 83-88 (ISBN 9780691080567, présentation en ligne).